# Département de la Justice des États-Unis
United States Department of Justice
Pour les autres articles nationaux ou selon les autres juridictions, voir Ministère de la Justice.
Le département de la Justice des États-Unis (en anglais : United States Department of Justice, abrégé en DoJ ou DOJ) constitue, selon la section 501 du titre 28 du Code des États-Unis (United States Code), un département exécutif fédéral des États-Unis au siège du gouvernement.
Le département de la Justice dans sa forme actuelle est créé en 1870. Il est dirigé par le procureur général des États-Unis (Attorney General), siégeant de droit au cabinet des États-Unis et secondé depuis 1950 par un procureur général adjoint (Deputy Attorney General). Les postes d'avocat général des États-Unis et de procureur général associé des États-Unis sont ex aequo de troisième rang dans l'administration du département ; les quatre fonctions sont pourvues par le président des États-Unis et sur avis favorable du Sénat.
Aujourd'hui, le département de la Justice a son siège à Washington, dans le Robert F. Kennedy Building. Il comprend 856 juges fédéraux et dispose de nombreuses agences de police (FBI, DEA, USMS, ATF notamment) pour appliquer le droit fédéral.
Le Bureau fédéral des prisons, subdivision du département, dispose d'un budget de 6,5 milliards de dollars et de 40 000 employés pour le contrôle des 215 000 personnes détenus dans les prisons fédérales.
Le nombre total de détenus, estimé à 2,2 millions, oblige les États-Unis (autorités locales et fédérales comprises) à allouer un important budget aux prisons : 51 milliards de dollars en 2012.

## Histoire

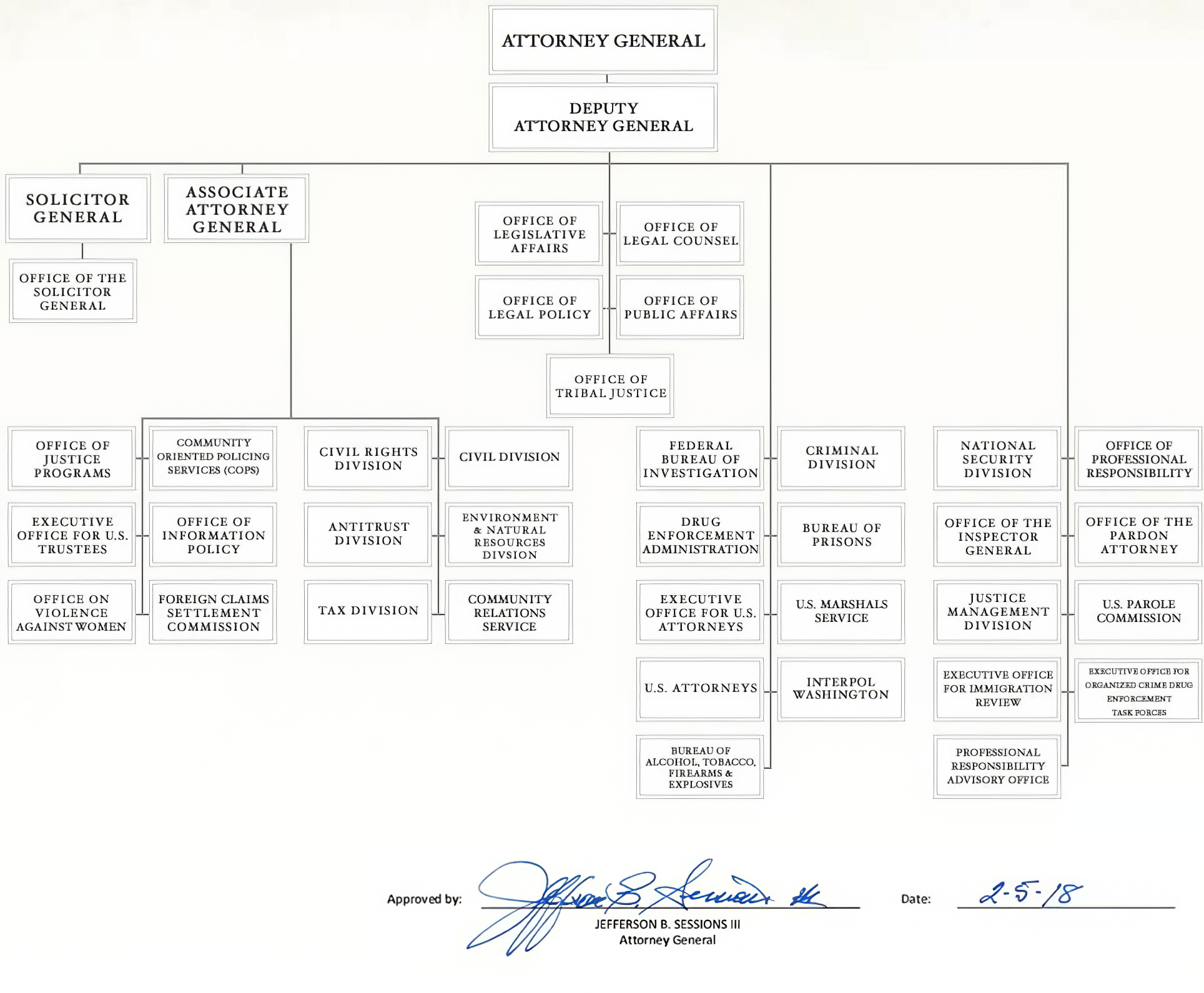
Organigramme du département.

Le Judiciary Act du 24 septembre 1789 voté par le premier Congrès des États-Unis institue la fonction de procureur général des États-Unis, ainsi que 13 cours fédérales et six cours d'appel au sommet desquelles se trouve la Cour suprême des États-Unis, qui juge en dernier ressort les litiges entre États fédérés et avec l'État fédéral. Sa création fut l'objet d'un violent affrontement entre les membres du Anti-Administration Party, souhaitant un gouvernement central aux pouvoirs limités et les fédéralistes partisans eux d'un puissant État régalien. Edmund Randolph est le premier procureur général des États-Unis, nommé par le président George Washington deux jours après la promulgation du Judiciary Act (en).
Toutefois, le procureur général des États-Unis n'est au départ qu'un simple conseiller du Congrès et du Président sur les questions juridiques, n'ayant aucune agence gouvernementale sous son autorité ni aucun contrôle sur les procureurs fédéraux. Il faudra attendre le 22 juin 1870 avec la promulgation du Act to Establish the Department of Justice par le Président Ulysses S. Grant pour que la fonction de procureur général des États-Unis ne devienne la tête du département de la Justice, auxquels sont rattachés les procureurs fédéraux.
Dans les années 1960, la direction du département de la Justice semble avoir été infiltrée par la pègre.
Une représentante démocrate au Congrès a révélé l’existence d’un mémorandum en vigueur entre 1982 et 1995 dans lequel le Département de la Justice des États-Unis et la CIA s’exonéraient du devoir de signaler toute activité liée à la drogue de la part des Contras du Nicaragua et des moudjahidines d’Afghanistan.
Durant les mandats de Barack Obama, Donald Trump et Joe Biden, l'opposition politique à l'exécutif dénonce l'instrumentation (weaponization) du DoJ, en dehors de sa mission, en menant des guerres juridiques dans le but de compromettre plusieurs politiciens,.
| Département      | Bureau fédéral des Prisons | Bureau fédéral d'Investigation (FBI) | Bureau de l'alcool, du tabac, des armes à feu et explosifs (ATF) | US Marshal | Drug Enforcement Administration | Tribunaux et autres services judiciaires | Ressources humaines     |
| ---------------- | -------------------------- | ------------------------------------ | ---------------------------------------------------------------- | ---------- | ------------------------------- | ---------------------------------------- | ----------------------- |
| Effectif         | 40000                      | 35000                                | 4500                                                             | 3500       | 11000                           | 20000                                    | 1500                    |
| Budget           | 6,5 milliards de dollars   | 8,7 milliards de dollars             | 1,2 milliard de dollars                                          | 1 milliard | 3 milliards de dollars          | 10 milliards de dollars                  | 0,6 milliard de dollars |
| Date de création | 1930                       | 1908                                 | 1972                                                             | 1789       | 1973                            | 1870                                     | 1990                    |